# Airdrieonians F.C. (1878)
Airdrieonians FC – założony w 1878 roku szkocki klub piłkarski. Został rozwiązany 1 maja 2002 roku. W miejsce klubu powstała drużyna Airdrie United F.C.

## Sukcesy
- Scottish Division Two: 1902–03, 1954–55, 1973–74
- Puchar Szkocji: 1923–24
- Scottish Challenge Cup: 1994–95, 2000–01, 2001–02
- Spring Cup: 1976

## Europejskie puchary
Legenda do wszystkich tabel:
- Q – runda eliminacyjna, 1/16, 1/8, 1/4, 1/2 – odpowiednia faza rozgrywek, Grupa – runda grupowa, 1r gr – pierwsza runda grupowa, 2r gr – druga runda grupowa, F – finał, R – runda, PO – play-off
- k. – rzuty karne, los. – losowanie, Dogr. – dogrywka, w. – zasada bramek strzelonych na wyjeździe

| Sezon   | Rozgrywki                 | Runda | Przeciwnik   | Dom | Wyjazd | Ogólnie |
| ------- | ------------------------- | ----- | ------------ | --- | ------ | ------- |
| 1992/93 | Puchar Zdobywców Pucharów | 1R    | Sparta Praga | 0–1 | 1–2    | 1–3     |